# Золотаревка (Родионово-Несветайский район)
Золотаревка — хутор в Родионово-Несветайском районе Ростовской области.
Входит в состав Барило-Крепинского сельского поселения.

## География

### Улицы
- ул. Октябрьская,
- ул. Олдырева,
- ул. Фрунзе.

## Население
| 2010 | 2018 |
| ---- | ---- |
| 210  | ↗240 |